# Корниловка (Костанайская область)
Корниловка (каз. Корнилов) — село в Карасуском районе Костанайской области Казахстана. Входит в состав Люблинского сельского округа. Код КАТО — 395255300.

## Население
В 1999 году население села составляло 218 человек (115 мужчин и 103 женщины). По данным переписи 2009 года, в селе проживали 182 человека (96 мужчин и 86 женщин).